# 八百津町立久田見小学校坂上分校
八百津町立久田見小学校坂上分校 （やおつちょうりつ　くたみしょうがっこう　さかうえぶんこう）は、かつて岐阜県加茂郡八百津町に存在した公立小学校の分校。

## 概要
- 久田見小学校の分校であり、校区は八百津町上吉田であった。1963年時点での児童数は38名。1965年廃校。
- 跡地は広場となっており、ゲートボールなどに使用されている。また、「元坂上分校跡地」として、八百津町の指定緊急避難場となっている[1]。

## 沿革
- 1872年（明治5年） - 上吉田村嵩に文開学校として開校。
- 1886年（明治19年） - 上吉田上簡易科小学校に改称する。樫原・野々古屋[注釈 2]が離脱し、樫原に上吉田下簡易科小学校が開校する。
- 1893年（明治26年） - 平地区[注釈 3]が離脱し、上吉田中簡易科小学校が開校する。
- 1897年（明治30年）4月1日 - 久田見村と上吉田村が合併し、久田見村となる。
- 1898年（明治31年） - 上吉田上簡易科小学校、上吉田中簡易科小学校、上吉田下簡易科小学校が統合され、久田見第二尋常小学校となる。上吉田上簡易科小学校は久田見第二尋常小学校嵩分教場となる。
- 1901年（明治34年） - 校区変更により、嵩分教場は久田見第二尋常小学校から大平尋常小学校に移管され、大平尋常小学校坂上分教場となる。
- 1908年（明治41年） - 大平尋常小学校が久田見尋常小学校に統合される。大平尋常小学校坂上分教場は久田見尋常小学校坂上分教場となる。
- 1941年（昭和16年）4月1日 - 久田見国民学校坂上分教場に改称する。
- 1947年（昭和22年）4月1日 - 久田見村立久田見小学校坂上分校に改称する。
- 1955年（昭和30年）4月 - 校舎を新築し、移転する。
- 1956年（昭和31年）9月30日 - 久田見村が八百津町に編入される。同時に八百津町立久田見小学校に改称する。
- 1965年（昭和40年）4月 - 廃校。